# Julia O’Faolain
Julia O’Faolain (* 6. Juni 1932 in London; † 27. Oktober 2020 ebenda) war eine irische Schriftstellerin.

## Leben
Ihr Vater war der irische Schriftsteller Seán Ó Faoláin. Sie besuchte den Sacred Heart Convent in Dublin und studierte danach am University College Dublin mit den Abschlüssen Bachelor of Arts und Master of Arts. Weitere Studienaufenthalte führten sie an die Universität Rom und die Pariser Sorbonne. Sie arbeitete als Sprachlehrerin und Übersetzerin und übersiedelte zeitweise in die USA.
Sie schrieb Kurzgeschichten und Romane. Ihr Roman No Country for Young Men stand 1980 auf der Shortlist für den Booker–McConnell Prize.
Julia O’Faolain war Mitglied von Aosdána.

## Werke
- We Might See Sights and Other Stories, 1968
- Godded and Codded, 1970
- Three Loves, 1971
- Man in the Cellar, 1974
- Women in the Wall, 1975
- No Country for Young Men, 1980
- The Obedient Wife, 1982
- Trespassers, 2013